# Coupe des Pays-Bas de football 1958-1959
Navigation
Édition précédente Édition suivante
La Coupe des Pays-Bas de football 1958-1959, nommée la KNVB beker, est la 42e édition de la Coupe des Pays-Bas. La finale se joue le 17 juin 1959 au Zuiderpark Stadion (en) à La Haye.

## Finale
Le VVV Venlo bat l'ADO La Haye 4 à 1 et remporte son premier titre.